# غورش
غورش (بالفارسية: گورش) هي قرية تقع في قسم بسطام الريفي (مقاطعة تشايبارة) في إيران. يقدر عدد سكانها بـ 139 نسمة بحسب إحصاء 2016.